# Instituto Nacional de Criminalística
No Brasil, o Instituto Nacional de Criminalística (INC) é o órgão central de criminalística da Polícia Federal, situado em Brasília (DF), ligado à Diretoria Técnico-Científica.

## O Perito Criminal Federal
O Perito Criminal Federal é o policial a quem compete o exercício das atividades de polícia científica, ou seja, a análise e produção da prova pericial no âmbito da Polícia Federal. A ele compete a emissão do Laudo de Perícia Criminal que comporá os processos penais, subsidiando o Juiz dos elementos técnicos para a formação de sua convicção acerca do crime sendo julgado.
É especializado em áreas específicas de conhecimento técnico-científico e com diploma de nível superior de Química, Física, Engenharia (Computação, Civil, Elétrica, Eletrônica, Química, Cartográfica, Agronômica e de Minas), Ciências Contábeis, Ciências Econômicas, Ciências Biológicas, Geologia, Farmácia, Bioquímica, Medicina, Medicina Veterinária, Odontologia e Computação Científica.
Para se tornar Perito Criminal Federal além de possuir diploma universitário em uma das especialidades citadas, deve ser aprovado em concurso público. Usualmente a relação candidato/vaga para ingresso na carreira de Perito Criminal Federal varia entre 209 candidatos/vaga (químicos) a 1100 candidatos/vaga (Médicos), e o regime de trabalho é integral com dedicação exclusiva.
Em 2017 havia aproximadamente 1.100 (um mil e cem) Peritos Criminais Federais na ativa, lotados nos 26 estados da Federação e no Distrito Federal. O primeiro concurso para Perito Criminal Federal ocorreu em 1974.

## Atuação
O Instituto Nacional de Criminalística possui setores de perícia nas diversas áreas ligadas às especializações dos Peritos Criminais, além de outras áreas de Perícia Geral, como Documentoscopia, Balística, Bombas e Explosivos, Perícias Externas (Locais de Crimes) e Identificação de Vítimas de Desastres.
O INC realiza inúmeras atividades:
- Funciona como um instituto de pesquisa desenvolvendo técnicas e métodos aplicáveis às áreas de conhecimento requeridas nas perícias criminais;
- É um centro de educação especializada, que promove cursos de formação e atualização profissional na área de criminalística, não apenas para seu público interno (Polícia Federal), mas também para os órgãos estaduais de perícias (Polícias Civis dos Estados) e para outras entidades públicas que venham a requerer conhecimentos correlatos para sua gestão estratégica ou de segurança (forças armadas, setores de segurança de bancos públicos, Receita Federal, Banco Central, etc.)
- Presta apoio às atividades de rotina oriundas das unidades técnico-científicas descentralizadas (SETECs NUTECs e UTECs) nas unidades da federação, mediante de normatização técnica, uniformização das rotinas e parâmetros do Sistema Nacional de Criminalística;
- Além de tudo o INC realiza perícias nas diversas áreas ligadas às especializações dos Peritos Criminais, enviando profissionais para qualquer município do Brasil quando necessário, ou recrutando Peritos Criminais Federais em outras unidades da federação para casos de especificidade notória.

## Tipos de Perícias
- Perícias de Laboratório - identificação de substâncias químicas diversas tais como drogas, remédios, suplementos alimentares, explosivos;
- Perícias de Genética Forense - identificação e comparação de perfis genéticos identificados em local de crime;
- Perícias Contábil-Financeiras - interpretam-se as milhares de informações coletadas pelas equipes de investigação, indicando a existência ou não de fraude, lavagem de dinheiro ou malversação de recursos públicos ou privados;
- Perícias de Informática - análise de quaisquer materiais de informática para, por exemplo, extrair e identificar o seu conteúdo, quebra de senhas, ou identificar funcionalidades;
- Perícias de Engenharia Legal - medição e avaliação de imóveis, pontes, estradas e obras de engenharia, verificando possíveis superfaturamentos ou baixa qualidade da execução;
- Perícias de Documentoscopia - especialistas em detecção de fraudes em documentos de segurança, assinaturas e papéis em geral;
- Perícias de Audiovisual - verificação de edições de vídeo, áudio e imagens, equipamentos de rádios piratas, chupacabras e outros equipamentos eletrônicos;
- Perícias em Veículos -  identificação de adulterações em veículos, seja em sua estrutura ou em seus dados identificadores (gravação da numeração de chassis, por exemplo);
- Perícias em Armas de Fogo e Balística - identificação e qualificação de munições e armas de fogo, por exemplo detalhando sua origem e efetividade, além da comparação microbalística de projéteis;
- Perícias Merceológicas - trata-se da qualificação e avaliação de mercadorias apreendidas pela Polícia Federal, Receita Federal e Polícias Militares;
- Perícias de Meio-Ambiente - relacionadas ao registro e verificação da extensão de danos ambientais das mais diversas naturezas: incêndio, desmatamento, retirada de minério/solo, poluição, identificação de espécies animais e vegetais;
- Perícias Externas (Locais de Crime) - exame de local onde um crime ocorreu, por exemplo, acidentes de trânsito, arrombamentos, furtos, roubos, dano a patrimônio público, explosão e, eventualmente, mortes (suicídios, assassinatos e acidentes).

## Casos Notórios com Atuação de Peritos Criminais Federais
Em praticamente todas as operações da Polícia Federal houve atuação direta dos Peritos Criminais Federais (principalmente na Lava Jato). Listamos abaixo alguns casos notórios que NÃO foram operações da Polícia Federal, mas que contaram com Peritos Criminais Federais;
- 1954 - Confirmação de morte por suicídio do Presidente da República Getúlio Dornelles Vargas;
- 1985 - Apoio à Identificação da ossada de Joseph Mengele;
- 1997 - Perícia do Acidente do voo TAM 402;
- 2003 - Perícia do Explosão do foguete VLS - Base aérea de Alcântara/MA;
- 2009 - Explosão no voo TAM 283;
- 2005 - Perícia do túnel escavado no assalto do Banco Central;
- 2005 - Apoio à investigação do assassinato da missionária Dorothy Stang;
- 2006 - Acidente do voo GOL 1907;
- 2009 - Acidente do voo TAM 3054;
- 2009 - Acidente do voo Air France 447;
- 2012 - Incêndio na Estação Antártica Comandante Ferraz;[2]
- 2012 - Incêndio e explosão na sede do Divisão Especial de Investigações e Capturas (DEIC) da Polícia Civil do Estado de Alagoas;[3]
- 2014 - Perícia do acidente aéreo que vitimou o candidato à presidência Eduardo Campos;
- 2015 - Identificação dos mortos no acidente do voo da Malaysia Airlines 17 ocorrido na Ucrânia[4] em apoio à Interpol;
- 2015 - Perícias diversas de meio-ambiente, engenharia e informática na investigação do rompimento de barragem em Mariana da empresa Samarco;
- 2017 - Perícia do acidente aéreo que vitimou o ministro do Supremo Tribunal Federal Teori Zavascki.

## "Justitia per Scientia"
O lema "Justitia per Scientia" descreve o ideal do Perito Criminal Federal: descobrir a verdade dos fatos, imparcialmente, apontando materialidade, dinâmica e autoria do possível fato criminoso.